# قطوان (أرحب)

تعديل مصدري - تعديل

قطوان هي إحدى قرى عزلة عيال عبد الله بمديرية أرحب التابعة لمحافظة صنعاء، بلغ تعداد سكانها 443 نسمة حسب تعداد اليمن لعام 2004.